# Alain Didier-Weill
Alain Didier-Weill est un psychiatre et psychanalyste français né le 16 juillet 1939 à Lyon et mort le 17 novembre 2018 à Paris.

## Biographie
Docteur en médecine (1965), Alain Didier-Weill est ancien interne des hôpitaux psychiatriques de la Seine (1963-1969), prix de L'Évolution psychiatrique (1969). 
Il est analyste membre de l'École freudienne de Paris (EFP), et disciple de Jacques Lacan qui l'invite à plusieurs reprises à son séminaire, en 1975, 1976 et 1980. 
En 1983, à la suite de la dissolution de l'EFP, Alain Didier-Weill est cofondateur du Mouvement du coût freudien, puis en 1991, de l'Inter associatif européen de psychanalyse.  Il est fondateur du Mouvement Insistance (2002) et de la revue du même nom, dont il est directeur, éditée aux Éditions Érès. Il a organisé de nombreux colloques.

## Œuvre

### Ouvrages

#### Psychanalyse
- (dir.) Freud et Vienne, Erès, 2004
- Lila et la lumière de Vermeer, prix Œdipe 2004, Denoël, 2003[5]
- Quartier Lacan, Denoël, octobre 2001 – Poche Flammarion, 2004
- Invocations : Dionysos, Saint-Paul et Freud, Calmann-Lévy, 1998
- Lacan e a clinica psicanalitica, Contra Capa, Rio de Janeiro, 1997
- Nota azul Freud, Lacan e a arte, Contra Capa, Rio de Janeiro, 1997
- Inconsciente freudiano e transmissao da psicanalise, Jorge Zahar Editor, 1996
- Freud : relacion con el judaismo, el cristianismo y el helenismo, Homo Sapiens Ediciones, 1996
- Les trois temps de la loi, Prix Œdipe 1997, Seuil, 1996
- Inconsciente freudiano e transmissao da psicanalise, Jorge Zahar Editor, Rio de Janeiro, 1992
- L’Homme et la Terre (ouvrage coll.), Point hors Ligne, 1991
- Fin d’une analyse finalité de la psychanalyse (ouvrage coll.), Solin, 1989
- L’éthique de la psychanalyse (ouvrage coll.), Evel, 1984
- (co-dir.) Lacan praticien, avec Moustapha Safouan, Flammarion, 2008
- Un mystère plus lointain que l’inconscient, Paris, Aubier, 2010[6]
- Chemins traversiers II, avec René Bailly et Marcel Czermak (préface de Jacques Sédat), Paris Editions des Crépuscules, 2015[7]
- Qu'est-ce que le surmoi ? : recherche clinique et théorique suivi de Pierre et Paul, la dernière nuit, Paris, Eres, 2016,  (ISBN 978-2749252377)

#### Essais
- Les Mémoires de Satan, Flammarion, 2004[8]

#### Théâtre
- Freud-Einstein mai 1933, éditions des crépuscules, 2010
- Théâtre, éditions des crépuscules, 2010
- Vienne 1913, Les Carnets de psychanalyse, 2004; réédition: éditions des crépuscules, 2009.
- Jimmy, éditions du Crater, 2001
- L’heure du thé chez les Pendlebury, Actes Sud-Papiers, 1992
- Dionysos, la naissance de l’acteur, Esquisses psychanalytiques, 1992
- Pol, Jean-Claude Lattès (collection théâtre), 1981
- Les trois cases blanches, Le Coq-Héron no 64, 1977

### Articles (sélection)
- Lapsus ou mot d’esprit, Apertura no 4, 1990
- Forclusion, métaphore paternelle, surmoi, Esquisses psychanalytiques, 1990
- Scander transcender, Psychanalyse no 37, 1990
- Bénir maudire ou midire Lacan, Esquisses psychanalytiques, Mai 1990
- L’homme, la terre et la maladie humaine, Points Lignes, 1991
- Temps fini, temps indéfini, temps infini, Esquisses psychanalytiques, septembre 1992
- Le scandale du péché originel, L’Arche, Avril 1993
- Les juifs face à Saint-Paul, L’Arche, septembre 1993
- Adam le chômeur, Le Monde des débats, septembre 1993
- Lettre à l’Absent, Revue Passage

### Productions artistiques

#### Théâtre (sélection)
- Histoires de la pensée des Droits de l’Homme  - UNESCO, mise en espace par Daniel Mesguich, novembre 2007
- Journal de Satan -Satan’s Journal, adaptation et mise en espace par Paola Mieli, Here Arts Center, New York, décembre 2003
- Lucie et ses frères, adaptation et mise en scène de Catherine Espinasse, Rencontres de La Cartoucherie, 7, 13 et 14 juin 2003
- Come back Dionysos, La Cartoucherie (Vincennes), mise en scène de T. Atlan, juin 2000
- Vienne 1913
  - Théâtre des Halles, Festival d’Avignon juillet 2007
  - Théâtre Rachi (Paris), mise en scène de J.-L. Paliès, janvier - février - mars 2006 – mai - juin 2007
  - Théâtre Montparnasse et Hôtel de Ville de Bruxelles, mise en espace de J.-C. Idée, avril - mai 2000
- Jimmy, Festival Nava, mise en espace par Marion Bierry, août 2003

#### Films
- Quartier Lacan, documentaire sur la psychanalyse, mise en scène par Emil Weiss, 2001.
- L’Appelant (The caller), mise en scène par Richard Ledès avec E. Gould, F. Langella et L. Harring, tournage à New York, juillet - août 2007 ; sélectionné pour le Festival du film de TriBeCa de New York, avril 2008.